# Zelotes pygmaeus
Zelotes pygmaeus är en spindelart som beskrevs av Miller 1943. Zelotes pygmaeus ingår i släktet Zelotes och familjen plattbuksspindlar. Inga underarter finns listade i Catalogue of Life.